# Constantine Dafermos
Constantine Michael Dafermos (en grec moderne : Κωνσταντίνος Δαφέρμος), né le 26 mai 1941 à Athènes, est un mathématicien appliqué gréco-américain. 

## Biographie
Dafermos a obtenu un diplôme en génie civil de l'université technique nationale d'Athènes (1964) et un Ph. D. en mécanique de l'université Johns-Hopkins sous la direction de Jerald Ericksen (1967) avec une thèse intitulée « On the Existence and the Asymptotic Stability of Solutions to the Equations of Linear Thermoelasticity ». Il a été professeur adjoint à l'université Cornell (1968-1971), puis professeur associé (1971-1975) et professeur titulaire (depuis 1975) à la division de mathématiques appliquées de l'université Brown. Depuis 1984, il est alumni-alumnae professor à l'université Brown,.

## Recherche
Les recherches de Dafermos se sont concentrées sur les systèmes hyperboliques non linéaires de lois de conservation dont les solutions développent spontanément des singularités qui se propagent sous forme d'ondes de choc. En particulier, il étudie l'interaction entre la thermodynamique et l'analyse dans la théorie de ces systèmes et il analyse le rôle fondamental de l'entropie comme agent stabilisant.

## Publications (sélection)

### En tant qu'auteur
- Hyperbolic Conservation Laws in Continuum Physics, Springer-Verlag, coll. « Grundlehren der Mathematischen Wissenschaften » (no 325), 2016, 4e éd., xxxviii + 826 (ISBN 978-3-662-49449-3 et 978-3-662-49451-6, zbMATH 1364.35003).

### En tant qu'éditeur
- avec Eduard Feireisl, Handbook of Differential Equations, Elsevier/North Holland, 2004.
- avec J. L. Bona, Dynamical Problems in Continuum Physics, Springer, 1987.
- avec Milan Pokorny, Evolutionary Equations, Elsevier/North Holland, 2009.

## Prix et distinctions
- Doctorat honoris causa, université d'Athènes, 1987.
- Doctorat honoris causa, université technique nationale (Grèce), 1991.
- Doctorat honoris causa, université de Crète, 2001.
- Prix SIAM W. T. et Idalia Reid , 2000.
- Prix Norbert-Wiener pour les mathématiques appliquées, 2016[4]

## Affiliations
- Fellow de la SIAM
- Membre de l'Académie nationale des sciences (2016)
- Membre de l'American Mathematical Society (2012)
- Membre de l'Académie américaine des arts et des sciences (2001)
- Membre correspondant de l'Académie d'Athènes (1988)
- Professeur honoraire de l'Academia sinica (2004)
- Membre du Conseil des gouverneurs, Institut Weizmann (Israël), (1995)
- Membre de l'Académie des Lyncéens (2011)[5]